# Staatenbund
Der Staatenbund (auch völkerrechtlicher Verein, teilweise – streng nur im Falle eines „organisierten Staatenbundes“ – auch Konföderation genannt) ist ein Zusammenschluss souveräner Staaten (Mitgliedstaaten, als Gliedstaaten oder Bundesglieder bezeichnet) mit eigener Organisation auf Bundesebene. Es handelt sich dabei um eine völkerrechtliche Staatenverbindung; der Staatenbund ist kein wirklicher Staat und verfügt weder über ein eigenes Gebiet noch über eigene Staatsangehörige.

## Staatenbund vs. Bundesstaat
Der Unterschied zwischen Staatenbund und Bundesstaat ist, dass im Bundesstaat (als einer staatsrechtlichen Staatenverbindung) der Bund Inhaber der Souveränität ist, während im Staatenbund die einzelnen Staaten rechtlich und wirtschaftlich autonom sind, jedoch eine gemeinsame Union bilden. Davon ist ferner die Konföderation abzugrenzen, welche ein gemeinsames Auftreten in Form einer Dachorganisation darstellt, aber keine Kompetenz-Kompetenz besitzt. Die Unterschiede sind allerdings fließend, oft werden die Begriffe synonym verwendet. Daraus ergibt sich, dass abtrünnige Gebiete einzelner Länder rechtlich nicht anerkannt sind. Die Souveränität bedeutet in diesem Zusammenhang in erster Linie das Recht, die Kompetenzen zwischen Einzelstaat und Bund zu verteilen, die so genannte Kompetenzkompetenz.
Die Institutionen des Staatenbundes sind in der Regel eine repräsentative Versammlung, gemeinsame Ausführungsorgane für gemeinsame Aufgaben sowie eine Schiedsgerichtsbarkeit für die Beilegung von Streitigkeiten unter den verbundenen Staaten. In einem Staatenbund können Gesetze der gesetzgebenden Körperschaft des Bundes keine direkten Auswirkungen auf die Bürger haben, sie werden nur zur Verabschiedung an die nationalen Parlamente delegiert. Außerdem besteht in der Regel ein Austrittsrecht für die Mitgliedstaaten.

## Staatenbund vs. „Staatenverbund“
Die Europäische Union (EU) ist als derivatives Völkerrechtssubjekt kein Staatenbund. Sie stellt eine Klasse für sich dar, die souveräne Nationen über Verträge miteinander verbindet. Diese Mitgliedsnationen können bestimmte Teile ihrer Regelungskompetenzen jeweils im Einzelfall auf die EU-Ebene übertragen. Dies ändert jedoch nichts am völkerrechtlichen Status der EU oder ihrer Mitgliedsnationen. Das deutsche Bundesverfassungsgericht bezeichnete die Europäische Union in einem Urteil von 1993 als Staatenverbund, was auch über die Grenzen Deutschlands hinaus Anklang gefunden hat. Die EU hat auf ihre Mitgliedstaaten innenpolitisch einen gewissen Einfluss, doch steht dem weder eine einheitliche gemeinsame Außenpolitik gegenüber, noch beansprucht die EU in ihren einschlägigen Verträgen für sich selbst mehr als ein Staatenverbund zu sein. In den Vereinten Nationen sind zudem alle Staaten der EU als unabhängige und selbstständige (souveräne) Mitglieder vertreten.

## Beispiele

### Aktuell
- Afrikanische Union (AU)
- Andengemeinschaft
- Benelux-Union (Staatenbund von Belgien, Niederlande, Luxemburg)
- Russisch-Belarussische Union

### Historisch
- Vereinigte Staaten von Amerika (bis 1787, danach Bundesstaat)
- Norwegisch-schwedische Staatenunion (1814–1905; Norwegen erklärte sich 1905 im Vertrag von Karlstad für unabhängig)
- Zentralamerikanische Konföderation (1823–1838)
- Alte Eidgenossenschaft (1291–1798)
- Schweizerische Eidgenossenschaft (1803–1848, ab dann Bundesstaat)
- Rheinbund (1806–1813)
- Deutscher Bund (1815–1866)
- Union française (1946–1958) bzw. Communauté française (1958–1960)
- Vereinigte Arabische Staaten (1958–1961)
- Serbien und Montenegro (2003–2006)